# Mesoceration compressum
Mesoceration compressum är en skalbaggsart som beskrevs av Perkins 2008. Mesoceration compressum ingår i släktet Mesoceration och familjen vattenbrynsbaggar. Inga underarter finns listade i Catalogue of Life.